# Nom d'Horus d'or

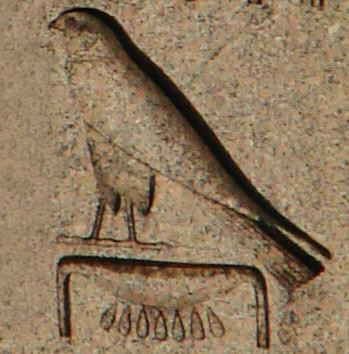
Horus d'or.

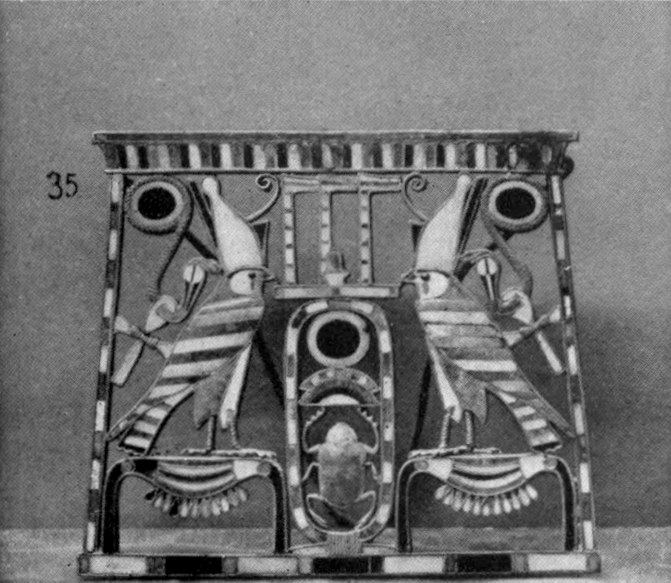
Pectoral représentant le faucon Horus assis sur le signe de l'or (« nebou » - nbw).

Le nom d'Horus d'or est l'un des cinq noms qui constituent la titulature des pharaons à partir de Khéops.
Il associe le roi à l'Horus solaire et céleste. Il est introduit par le titre :
| G8 |

| G8 |

- Amenhotep III est « L'Horus d'or Âa-khepesh-houy-Setyou » (À la grande puissance qui terrasse les Asiatiques),
- Toutânkhamon « L'Horus d'or Outjes-khaou sehetep-netcherou » (Qui porte les couronnes, qui satisfait les dieux),
- Nectanébo Ier  « L'Horus d'or Ir meret netjerou » (Qui agit selon le désir des dieux).

À partir du roi Khéphren, la titulature royale est formée des noms suivants :
- le nom d'Horus,
- le nom de Nebty,
- le nom d'Horus d'or,
- le nom de Nesout-bity,
- le nom de Sa-Rê.

## Origine
Le nom d'Horus d'or assimilait probablement le roi au soleil, qui traversait symboliquement le ciel sous la forme d'un faucon représenté par deux ailes de faucon dans un navire ou une barque. Le signe habituel du nom d'Horus d'or est donc constitué d'un faucon (Horus) assis sur le hiéroglyphe de l'or (« nebou » - nbw).
Le nom d'Horus d'or est attesté en tant que nom supplémentaire à la titulature officielle au plus tard chez Djéser sous la IIIe dynastie. Toutefois, le nom d'Horus d'or n'est attesté de manière contemporaine que sur les monuments du roi Snéfrou. Le titre était généralement introduit par le faucon assis sur le collier, cette orthographe étant restée la même jusqu'au Moyen Empire.

## Interprétations ultérieures
À l'époque grecque, d'où provient la pierre de Rosette, on y voit la victoire d'Horus sur son frère ennemi Seth. Mais cette interprétation ne correspond pas aux aménagements peu guerriers de ce nom dans les anciennes titulatures royales des pharaons d'Égypte, jusqu'à la XIe dynastie.
Dans le contexte de la titulature de Thoutmôsis III, le roi dit : « Il (Amon) me façonna comme bik-en-nebou" (bjk-n-nbw, « faucon d'or ») ». Sa corégente, Hatchepsout, a comme nom d'Horus d'or « Netjeret-khaou » (Nṯr.t ḫˁw, « Celle dont les apparitions sont divines »).
En référence à la désignation « espace d'or » pour le tombeau du pharaon dans le Nouvel Empire, on interprète également « or » comme synonyme d'éternité. Le nom d'Horus d'or peut donc avoir une signification analogue, exprimant le souhait que le roi soit un « Horus éternel ».